# The '89 Cubs
'89 Cubs là bộ ba quyền lực đến từ Omaha, Nebraska. Ban nhạc có các thành viên từ Bright Eyes, Desaparecidos và The Good Life, tất cả các ban nhạc đã ký hợp đồng với Saddle Creek Records. Trong suốt thời gian hoạt động của nhóm, nhóm chỉ phát hành một album mang tên There Are Giants in the Earth, được phát hành vào tháng 11 năm 2004.

## Thành viên
- Ryan Fox - guitar, giọng hát, bàn phím, bộ gõ, mộc bản, sample
- Dan Brennan - guitar bass, giọng hát, bộ gõ, cổ độngt, high five
- Matt Baum - trống, mẫu, cổ động, high five

## Khách mời
- A.J. Mogis - Mix
- Greg Fox (guitarist) - guitar[1]
- Terry Brennan- Guitar
- Kevin Ahern -  Vỗ tay, Dậm chân, cổ động

## Album
- There Are Giants in the Earth (2004 · Slowdance Records)